# Cloak of Altering
Cloak of Altering — блэк-метал-проект, основанный голландским мультиинструменталистом и композитором Маурисом де Йонгом в 2010 году. Проект стал продолжением его проекта Ophiuchus, начатого в конце девяностых годов. По сравнению с другими проектами де Йонга, синтезаторы и электронная музыка играют большую роль в композициях Cloak of Altering. Было выпущено пять полноформатных альбомов: The Night Comes Illuminated With Death (2011), Ancient Paths Through Timeless Voids (2012), Plague Beasts (2014), Manifestation (2015) и I Reached for the Light that Drowned in Your Mouth (2017).

## История
Cloak of Altering служит продолжением проекта Ophiuchus конца девяностых годов. Проект дебютировал с альбомом The Night Comes Illuminated With Death в 2011 году. Второй альбом Ancient Paths Through Timeless Voids был выпущен в 2012 году. Третий альбом Plague Beasts был выпущен в 2014 году. Четвёртый альбом Manifestation был выпущен в 2015 году. Пятый альбом I Reached for the Light that Drowned in Your Mouth был выпущен в 2017 году.

## Дискография
| - The Night Comes Illuminated With Death (2011) - Ancient Paths Through Timeless Voids (2012) - Plague Beasts (2014) - Manifestation (2015) - I Reached for the Light that Drowned in Your Mouth (2017) - Zero Devil (2018) - Sheathed Swords Drip with Poisonous Honey (2021) | - None (2013) |

## Состав
- Маурис де Йонг — вокал, инструменты, запись, сведение, обложки